# Parafia Świętego Marcina i Świętego Piotra w Okowach w Konarzewie
Parafia świętego Marcina i świętego Piotra w Okowach w Konarzewie – rzymskokatolicka parafia znajdująca się we wsi Konarzewo, w gminie Dopiewo, w powiecie poznańskim; należy do dekanatu komornickiego.